# Die Happy
Die Happy – niemiecki zespół wykonujący szeroko pojętą muzykę rockową.
Grupa pochodzi z Ulm w Niemczech, zespół został założony w 1993 roku przez Czeszkę Martę Jandową i Thorstena Mewesa.

## Dyskografia
Albumy studyjne
| Better Than Nothing             | - Data: 1994 - Wydawca: wydanie własne                  | —  | —  | —  |
| Dirty Flowers                   | - Data: 1996 - Wydawca: Best IA                         | —  | —  | —  |
| Promotion                       | - Data: 1997 - Wydawca: wydanie własne                  | —  | —  | —  |
| Supersonic Speed                | - Data: 3 lutego 2001 - Wydawca: Ariola                 | 43 | —  | —  |
| Beautiful Morning               | - Data: 1 kwietnia 2002 - Wydawca: BMG                  | 15 | 51 | —  |
| The Weight of the Circumstances | - Data: 8 sierpnia 2003 - Wydawca: BMG                  | 6  | 16 | 53 |
| Bitter To Better                | - Data: 29 sierpnia 2005 - Wydawca: GUN Records         | 9  | 40 | 51 |
| No Nuts No Glory                | - Data: 27 października 2006 - Wydawca: GUN Records     | 28 | —  | 88 |
| VI                              | - Data: 18 kwietnia 2008 - Wydawca: GUN Records         | 13 | 74 | —  |
| Red Box                         | - Data: 28 września 2010 - Wydawca: F.A.M.E. Recordings | 30 | —  | —  |
| Ever Love                       | - Data: 28 lutego 2014 - Wydawca: F.A.M.E. Recordings   | 35 | —  | —  |
| "—" album nie był notowany.     |                                                         |    |    |    |

Kompilacje
| Most Wanted 1993-2009             | - Data: 17 lipca 2009 - Wydawca: Columbia/Sony Music     | 51 | —  |
| Best Of Marta Jandová & Die Happy | - Data: 23 listopada 2009 - Wydawca: Columbia/Sony Music | —  | 35 |
| "—" album nie był notowany.       |                                                          |    |    |

Albumy koncertowe
| Tytuł                     | Dane dot. albumu                                 |
| ------------------------- | ------------------------------------------------ |
| Four And More (Unplugged) | - Data: 11 listopada 2005 - Wydawca: GUN Records |

## Wideografia
| Live & Alive                | - Data: 5 lipca 2004 - Wydawca: BMG Ariola | 90 |
| "—" album nie był notowany. |                                            |    |